# Christentum in China
Das Christentum ist eine in China anerkannte religiöse Minderheit. Die Anzahl der in China lebenden Christen ist umstritten, da keine offiziellen Register existieren. Von unterschiedlichen staatlichen und unabhängigen Quellen werden Zahlen zwischen 40 und 70 Millionen angenommen. Das Christentum, insbesondere der Protestantismus, ist die in China am schnellsten wachsende Religionsgemeinschaft.
Christentum im Allgemeinen wird mit Lehre des Christus (chinesisch 基督教, Pinyin jīdūjiào) übersetzt. Die drei größten Strömungen des Christentums werden als Dongzheng jiao (chinesisch 東正教 – „Östliche rechtgläubige Lehre“, d. h. Orthodoxes Christentum), Tianzhu jiao (chinesisch 天主教 – „Lehre des Herrn des Himmels“, d. h. Katholizismus), Jidu Xinjiao (chinesisch 基督新教 – „Neue Christliche Lehre“, d. h. Protestantismus) bezeichnet.
Ein Großteil der Christen praktiziert ihre Religion in nicht offiziell registrierten Kirchen oder Gemeinden. Es existieren zwei offiziell registrierte chinesische christliche Kirchen, die dem Staatlichen Amt für religiöse Angelegenheiten unterstellt sind: die Katholisch-Patriotische Vereinigung (chinesisch 中国天主教爱国会, Pinyin Zhōngguó tiānzhǔjiào àiguó huì) mit einer Mitgliederanzahl von 6 Millionen im Jahr 2012 und die protestantische Patriotischen Drei-Selbst-Bewegung (chinesisch 三自爱国运动, Pinyin Sānzì Àiguó Yùndòng) mit 20 Millionen Mitgliedern im Jahr 2012.

## Zahl der Christen
Nachdem die europäischen Missionare in den 1950er Jahren des Landes verwiesen wurden und nachdem während der Kulturrevolution das religiöse Leben streng verboten war, hat das Christentum in den letzten dreißig Jahren ohne wesentliche ausländische Unterstützung einen massiven Aufschwung genommen. Inzwischen hat China eine der größten christlichen Gemeinden mit weiterem stabilem Wachstum. Bisher hat die übrige Christenheit von dieser äußerst lebendigen chinesischen Variante des Christentums noch nicht viel Notiz genommen. Dies hängt auch damit zusammen, dass die Entwicklung von der Zentralregierung weitgehend geleugnet wird.
1997 gab es in der Volksrepublik China nach offiziellen Angaben etwa 19 Millionen Christen, das wären 1,4 % der Bevölkerung; 2018 wurde diese Zahl, die nur „registrierte“ Christen umfasst, in einem Dokument der Regierung auf 36 Millionen erhöht. Auch die Schätzungen über die Gesamtzahl der Christen (inklusive „nicht registrierter“ Christen) belegen ein starkes Wachstum. 2009 rangierten sie von rund 30 Millionen bis zu 80 Millionen, das wären 2,2 % bis 5,9 % der Bevölkerung. Die evangelikal-christliche Missionsorganisation Asian Harvest behauptete sogar, dass 7,63 % der Bevölkerung auf dem chinesischen Festland Christen seien; das wäre ein höherer Anteil als in Taiwan, wo 6,57 % der Bevölkerung Christen sind. Neuere Schätzungen sprechen von 100 bis 130 Millionen Christen in China.

## Offizieller Status
Der Katholizismus und der Protestantismus werden in der Volksrepublik China als eigenständige Religionen angesehen. Es gibt wenig Ökumene. Die katholische und die protestantischen Kirchen haben untereinander kaum Kontakt.
Die kirchliche Situation ist sehr kompliziert und abhängig von Konfession, Denomination und Ort oder Diözese. Es herrscht eine zunehmende Intransparenz im Bereich der sogenannten katholischen Untergrundkirche bzw. den protestantischen „Hauskirchen“ bei gleichzeitiger Entstehung von ausgedehnten Grauzonen zwischen dem „Untergrund“ und der vom Staat offiziell anerkannten Kirchen. Es gibt ein sehr intensives religiöses (sakramentales) Leben und unzählige Aktivitäten, die eigentlich in keiner Entsprechung zum Personal und zu den finanziellen Möglichkeiten der Kirche stehen. In der chinesischen Christenheit gibt es eine Vitalität des christlichen Lebens, die den europäischen Christen inzwischen meist fremd ist. Es besteht immer noch theologische Unklarheit und Unsicherheit in den Gemeinden mit der Gefahr, dass ganze Gemeinden von Sekten vereinnahmt werden. Es gibt eine große Unversöhnlichkeit zwischen den Gruppierungen der Kirchen, z. B. der offiziellen katholischen Kirche und der ehemaligen katholischen Untergrundkirche.
Seit dem 1. März 2005 galten in China erstmals landesweite Vorschriften für religiöse Angelegenheiten, die das Verhalten der verschiedenen Gemeinschaften gegenüber dem Staat auf eine in vielen Bereichen pragmatische Ebene stellten. Mit dem Religionsgesetz vom 1. Februar 2018 hat der Staat aber wieder eine deutlich härtere Haltung angenommen. Dies hat zu deutlichen Spannungen zwischen Staat und vielen christlichen Kirchen geführt.

## Geschichte

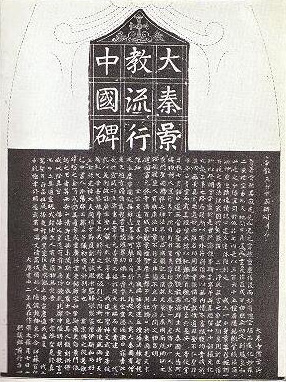
Christliche Stele aus dem Jahr 781 betitelt mit 大秦景教流行中國碑 "Stele für die Verbreitung der Lehren von Daqin in China"

Erste christliche Missionare der Assyrischen Kirche des Ostens (oft fälschlicherweise als Nestorianische Kirche bezeichnet) erreichten China im 7. Jahrhundert während der Tang-Dynastie. Jesuitische Missionare verstärkten ihre Bemühungen im 16. und 17. Jahrhundert, geleitet von Michele Ruggieri und Matteo Ricci. Trotz jahrhundertelanger Bemühung konnte das Christentum in China bis in die 1980er Jahre kaum Fuß fassen. Bei der Gründung der Volksrepublik China im Jahre 1949 nur etwa 1,8 Mio. Christen, davon 750.000 Protestanten, wobei bei vielen der Kirchenmitgliedern die Hoffnung, von den Europäern materiell profitieren zu können, mitschwang. 1949 galten weniger als 500.000 Personen erklärtermaßen als Christen.
Die Volksrepublik China wurde, gemäß der kommunistischen Verfassung, als ein laizistischer Staat gegründet. Zu dem Ziel, eine klassenlose Gesellschaft zu errichten, gehörte die Beseitigung der Religionen, die in der Folge unter Druck gerieten. Bis Mitte der 1950er Jahre wurden alle ausländischen Missionare ausgewiesen, zu dem Zeitpunkt etwa 6.200. Den Kirchen in China wurde der Kontakt zu Institutionen und Vereinigungen im Ausland untersagt. Während der sogenannten Kulturrevolution (1966–1976) wurde die Religionsausübung dann vollkommen unterdrückt.
Unter Deng Xiaoping begann eine neue Periode der Öffnung (seit 1979), in der auch die Religionsausübung wieder erlaubt wurde. Seit Mitte der 80er Jahre gibt es in China ein massives Anwachsen der Religionsgemeinschaften. Wissenschaftler sprechen von einem „Religionsfieber“ (zongjiao re). Inzwischen kommen allein zur offiziellen protestantischen Kirche Chinas jedes Jahr eine Million Menschen neu zu den Gemeinden hinzu. Nicht nur das Christentum wächst im heutigen China, auch der Buddhismus, der Daoismus und der Islam. Das Christentum hat sich aber in den letzten Jahren am schnellsten entwickelt.

## Kirchenorganisation

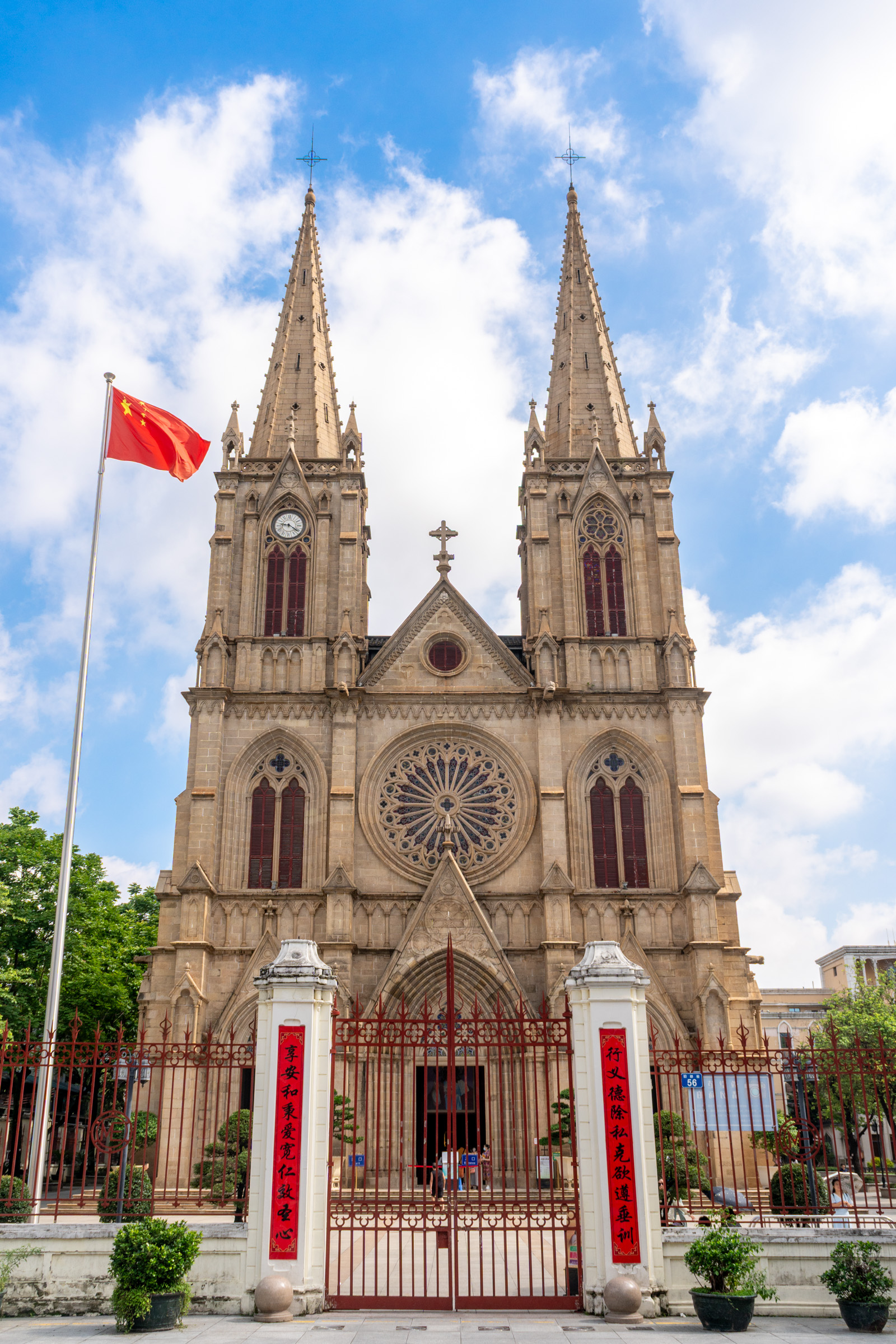
Katholische Kirche Sacré-Cœur von Shizhi, Guangzhou

In China gibt es fünf staatlich anerkannte Religionen: Katholizismus, Protestantismus, Buddhismus, Daoismus und Islam, die jeweils eine sogenannte „Patriotische Vereinigung“ besitzen müssen. Die patriotischen Vereinigungen („Massenorganisationen“) der Kirchen, die in den 50er Jahren entstanden sind, gründen auf den bereits in den 30er Jahren des 20. Jh. von chinesischen Theologen formulierten Drei-Selbst-Prinzipien bzw. Autonomien. Dies sind: 1. Selbsterhaltung, d. h. finanziell selbstständig zu sein und keine ausländische Hilfe annehmen. 2. Selbstverkündung, d. h. das Evangelium durch einheimische Kräfte zu verkünden. 3. Selbstverwaltung, d. h. die Kirche in China selbstständig, ohne ausländischen Einfluss zu verwalten.
Zu diesen staatlich geforderten Vereinigungen zählen die protestantische „Patriotische Drei-Selbst-Bewegung“ und die „Patriotische Vereinigung der Katholischen Kirche“, die beide bereits 1951 gegründet worden waren. Gemäß der Satzung sind die Patriotischen Vereinigungen nicht für den direkten religiösen Bereich zuständig. Bei den Katholiken gibt es dafür die Bischofskonferenz, für die Protestanten ist dies der „Chinesische Christenrat“. Die Patriotischen Vereinigungen sollen die Kirchen im materiellen wie politischen Bereich unterstützen, aber auch kontrollieren. Die offiziellen Organisationen haben für die Gemeinden selbst aber nur beschränkten Einfluss. Jede lokale Gemeinde ist, auch finanziell, für sich selbst verantwortlich. Einen Einfluss haben die staatlichen Kirchenorganisationen bei der Ausbildung der Pfarrer und Priester und bei der Bereitstellung von Arbeitsmaterialien. Religiöse Amtsträger dürfen religiöse Aktivitäten nur nach der Bestätigung durch die Religiöse Organisationen und der Registrierung bei den Abteilungen für religiöse Angelegenheiten durchführen. Jeder Prediger muss also von einer patriotischen Drei-Selbst-Bewegung anerkannt werden.
Neben dieser offiziellen Kirche gibt es noch eine breite Grauzone von Gemeinden, die teilweise toleriert, teilweise ignoriert, manchmal auch schikaniert werden; zur mangelnden Religionsfreiheit siehe auch Christenverfolgung#China. Es kommt sowohl auf die lokalen Behörden wie auch auf die jeweiligen Gemeinden, es gibt teilweise sehr obskure Sekten, an. Die rechtliche Lage ist sehr unklar, bis heute gibt es kein Gesetz für die Religionen. Auf jeden Fall gehört die Mehrheit der chinesischen Christen keiner der beiden großen offiziellen Kirchen an.

### Römisch-katholische Kirche

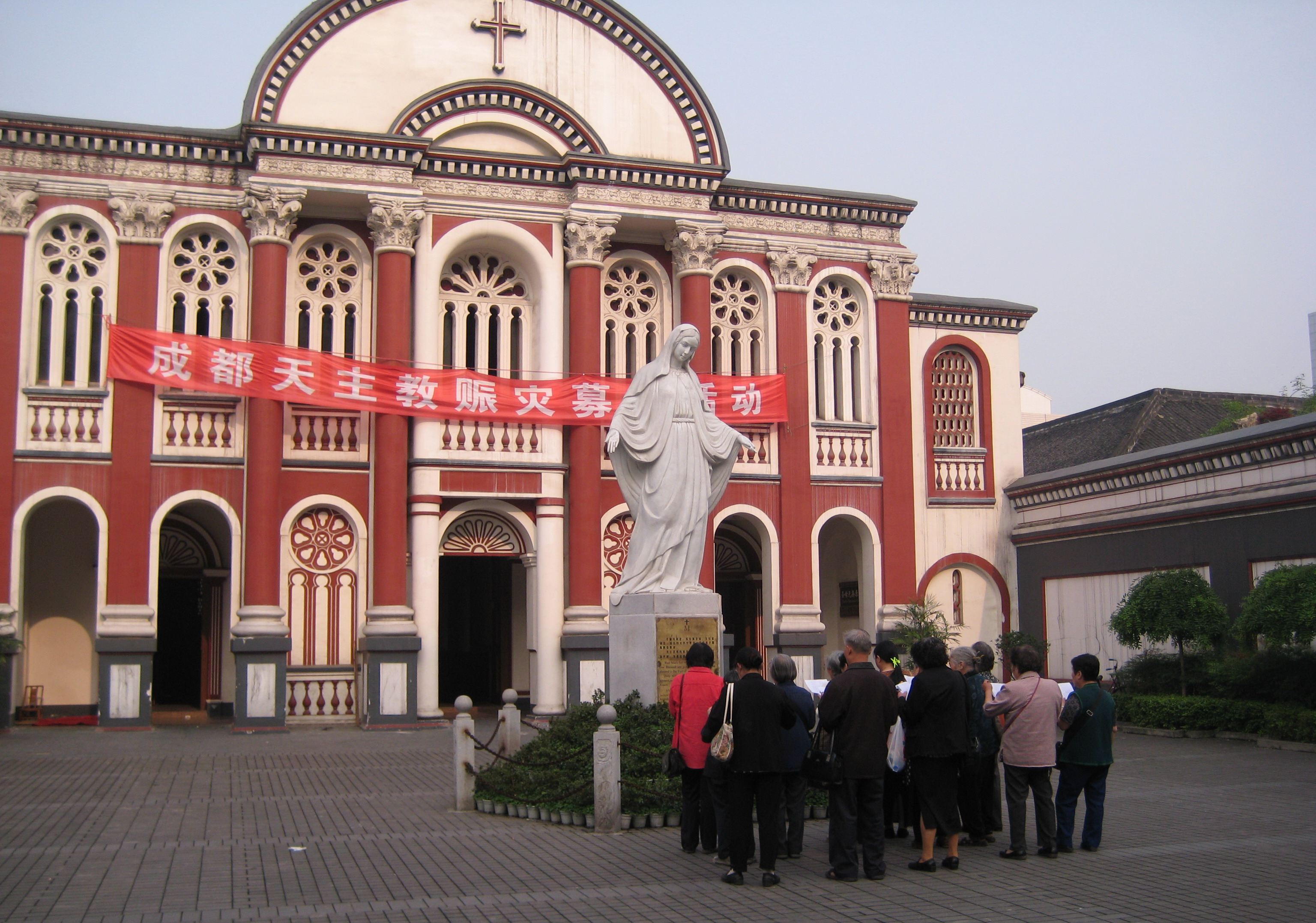
Katholische Kirche in Chengdu

Die römisch-katholische Kirche ist geteilt in die 1958 gegründete offizielle Kirche und die ehemalige Untergrundkirche. Beide Kirchen haben ungefähr 70 Bischöfe. Die Strukturen der offiziellen und der inoffiziellen Kirche verlaufen parallel, so dass die Diözesen oft doppelt besetzt sind. Beide Organisationen haben eine vom Vatikan nicht anerkannte Bischofskonferenz. Die meisten Bischöfe der offiziellen katholischen Kirche sind inzwischen vom Papst anerkannt und legitimiert und in einem Brief an die chinesischen Katholiken im Jahr 2007 erläuterte der Papst, dass er eine Vereinigung der beiden katholischen Kirchenflügel Chinas wünscht, und dass es keine Bischofsernennungen im Untergrund mehr geben wird. Die Zuständigkeit für die Bischofsernennungen blieb umstritten. Der Papst war der Ansicht, ihm stünde das Recht auf Ernennung der Bischöfe zu, die chinesische Regierung bestand auf dem Verfassungsartikel, dass keine Kirche aus dem Ausland gesteuert werden dürfe. Es wurde ein Kompromiss angestrebt. 2018 wurde die Kompromisslösung unterzeichnet.

### Evangelische Kirchen

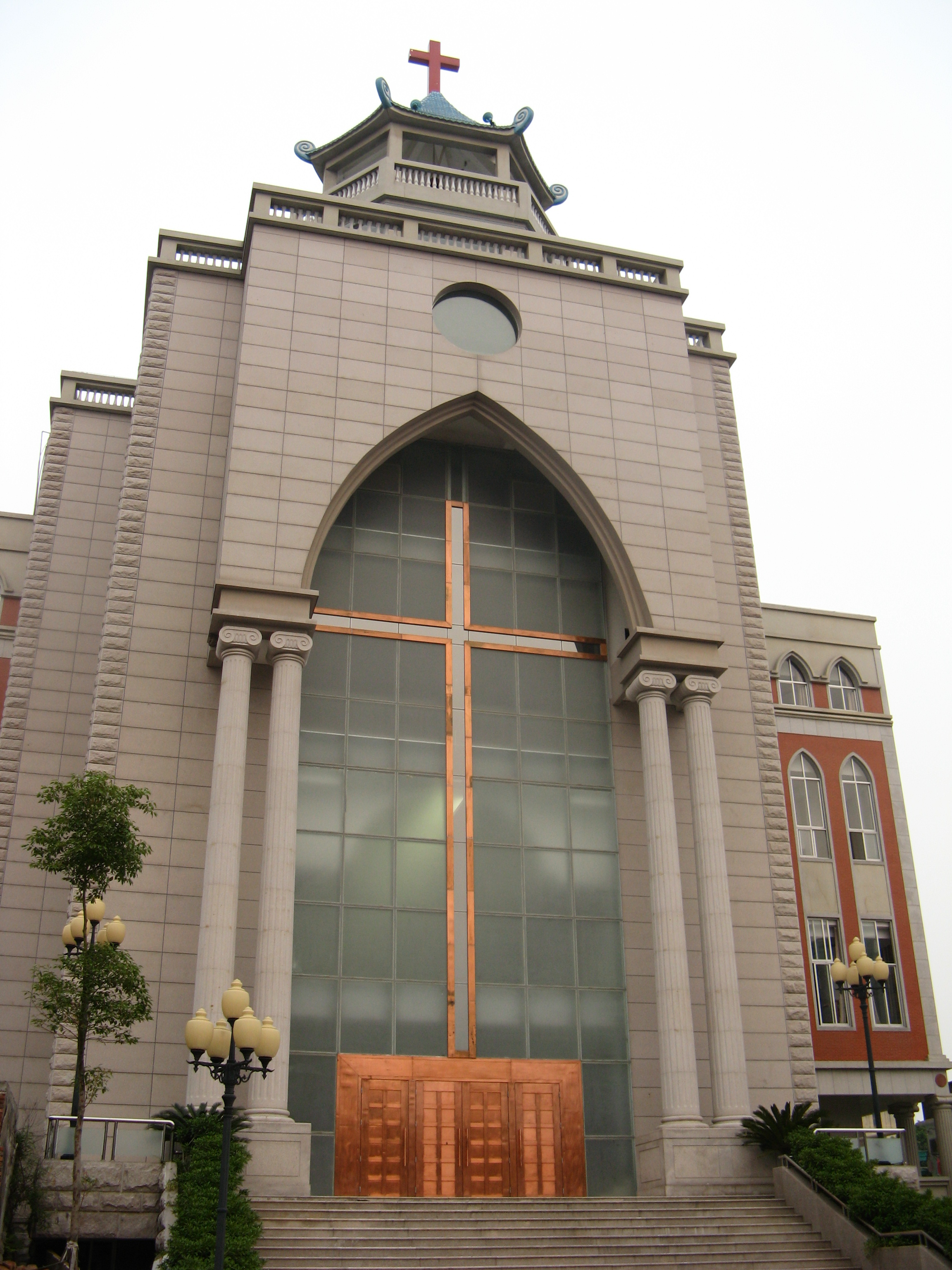
Presbyterianische Kirche in Quanzhou

Innerhalb der evangelischen Konfession wird zwischen den Kirchen der patriotischen Drei-Selbst-Bewegung, den Versammlungspunkten im Bereich der Drei-Selbst-Bewegung, halb unabhängigen ländlichen Kirchen sowie den sogenannten Hauskirchen unterschieden.
Die Kirchen der Drei-Selbst-Bewegung und ihre Versammlungspunkte sind offiziell anerkannt und staatlich registriert. Ihre religiösen Versammlungsstätten befinden sich meist in den Städten beziehungsweise in deren Nähe.
Die halb unabhängigen ländlichen Kirchen sind nur teilweise staatlich registriert, gehören aber nicht zur Drei-Selbst-Bewegung.
Die so genannten „Hauskirchen“ entstehen aus ganz unterschiedlichen Gründen. Ihre Gottesdienste sind nicht geheim.

### Sonstige Gruppierungen
Zwischen Volksreligion und Protestantismus wachsen seit Beginn der 80er Jahre Gruppierungen wie die „Lehre des Östlichen Blitzes (Dongfangshandianjiao)“ oder die „Apostelgemeinschaft (Mentuhui)“. Sie sind durch einen charismatischen Anführer und eine komplexe und flexible Organisationsform sowie Heils- und Erlösungslehren gekennzeichnet. Seit der Ming-Dynastie gelten diese als ein Anzeichen für sozioökonomische Instabilitäten und als politisches Unruhepotential. Sie werden vom chinesischen Staat als eine Bedrohung der Stabilität betrachtet. Immer wieder kommt es zu staatlichen Repressionen, manchmal auch zu Verhaftungen.

## Formen des Christentums in China
Es gibt in China sehr verschiedene Formen des Christentums, so dass oft von den verschiedenen Christentümern in China geredet wird. So fallen das Christentum in ländlichen Gebieten und das Christentum in den Städten aufgrund der verschiedenen Lebenswirklichkeiten oft weit auseinander. Besonders auf dem Land gibt es charismatische, auf einen einzigen Führer bezogenen Sekten mit vom klassischen Christentum oft weit abweichenden Lehren.

### Das ländliche Christentum
Vertreter des evangelischen Christenrats schätzen, dass mindestens die Hälfte der Bekehrungen in den ländlichen Gebieten Chinas auf Geschichten oder Erfahrungen mit Glaubensheilungen zurückgehen. Für die arme Landbevölkerung stehen diese Heilungsgeschichten, bei denen ein Gebet von einfachen Menschen von Gott erhört wurde, gegen die in China weit verbreitete Haltung des fatalistischen „mei banfa“, übersetzt etwa „da lässt sich nichts machen“.
Im chinesischen Hinterland sind aber auch militante Sekten tätig, die sich selbst mit christlichen Inhalten in Verbindung bringen und versuchen christliche Gemeinden abzuwerben. Diese Sekten, wie z. B. „Der Blitz aus dem Osten“, die verkündet, dass Jesus in Form einer chinesischen Frau wiedergeboren sei, sind ein ernstes Problem für die christlichen Gemeinden.

### Das städtische Christentum
In den Städten Chinas gibt es einerseits die sozial Schwachen, die Hilfe und moralische Unterstützung suchen, andererseits gibt es die sogenannten Kulturchristen, die sich meist keiner Gemeinde anschließen, die sich jedoch mit dem Christentum beschäftigen und sich mit wesentlichen Aussagen des Christentums identifizieren. Im Jahr 2001 führte die Universität in Peking eine Umfrage unter den Studenten durch. 3,6 % der Befragten erklärten, sie seien Christen, 61,5 % der Befragten erklärten, sie seien zwar nicht Christen, jedoch durchaus am Christentum interessiert. In den Städten und an den Universitäten haben sich in den letzten Jahren nicht registrierte Hausgemeinden oder Gruppen zum Bibelstudium etabliert. Parteivertreter sehen diesen Umstand als große Herausforderung, die man genau beobachten muss.

## Christentum und die chinesische Gesellschaft
Ein wesentlicher Grund für das rasante Anwachsen des Christentums in China liegt in der Auflösung bisheriger gesellschaftlicher Strukturen und Moralstandards und in der Diskreditierung klassischer Werte.

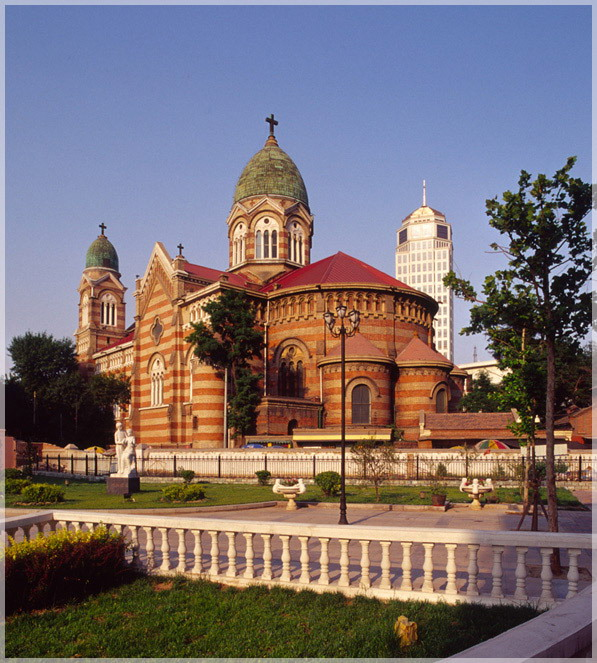
Xikai-Kathedrale in Tianjin

Die Kirchen werden wie alle religiösen Gruppen von den parteistaatlichen Organen misstrauisch beobachtet. Sie sind dem Staat aufgrund ihres für die Menschen in China attraktiven Erwartungs-, Hoffnungs- und Handlungspotentials suspekt.
Die chinesische Religionswissenschaftlerin Gao Shining schreibt dazu: „Die Chinesen haben im Modernisierungsprozess materiell erstaunliche Fortschritte erreicht. Doch der rapide gesellschaftliche Wandel hat die ursprünglichen Moralsysteme zerstört und Wertestandards gingen verloren. Menschen wurden in ihren Glauben erschüttert. Es kam zum Ausbruch einer moralischen Krise, die in der chinesischen Gesellschaft lange latent geschlummert hatte…. Korruption und das Fehlen eines auch nur minimal ausgeprägten Gemeinschaftssinns sind inzwischen allgemeine Phänomene in China.“
Auch für Li Pingye von der Nationalen Einheitsfrontabteilung der kommunistischen Partei Chinas liegt der entscheidende Grund für den Aufstieg des Christentums in China in den gesellschaftlichen Umbrüchen: „China befindet sich momentan in einer enormen Umbruchsphase. Die Reform des wirtschaftlichen und politischen Systems hat zu schmerzhaften Phänomenen geführt; einem Anstieg der Arbeitslosigkeit, einem starken Stadt-Land-Gefälle, einem immer weiteren Auseinanderklaffen der Wohlstandsschere… und zu einem erdrutschartigen Wegbruch moralischer Standards.“
Die massiven gesellschaftlichen Veränderungen der letzten 30 Jahre folgten auf die vorherigen Erschütterungen Chinas durch die Kulturrevolution, die die bisherigen Werte nach Kräften zerstörte.

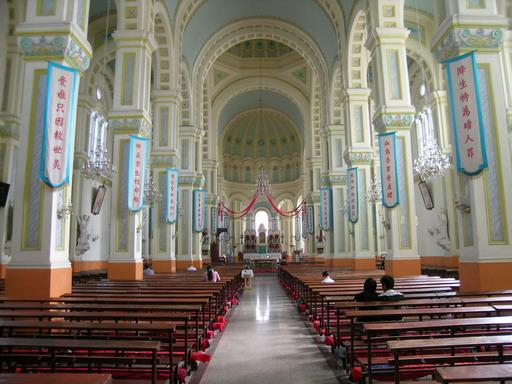
Xikai-Kathedrale in Tianjin

Familiäre Beziehungen stehen im Zentrum der chinesischen Kultur. Doch unglücklicherweise hat sich jeder politische und soziale Wandel in der modernen chinesischen Geschichte auf die Familien belastend ausgewirkt. Der Theologe Chen Xida zeigt am Beispiel des Bibel-Gleichnisses vom verlorenen Sohn (Lukasevangelium), wie das Christentum gerade die sozial Strauchelnden anspricht, die in der chinesischen Tradition eher ausgegrenzt werden. Die Lukasgeschichte zeichnet das Bild eines Vaters, der das traditionelle chinesische Vatermodell herausfordert, nach dem ein Vater seine Kinder disziplinieren, zum Erfolg führen und dazu bringen muss, seinen Namen und den aller Vorfahren zu glorifizieren. Damit ist Misserfolg im traditionellen Familienbild ein Makel, aufgrund dessen sich viele Menschen schämen und nicht mehr heimzukehren wagen. Dem steht im Gleichnis des verlorenen Sohns ein Familienbild gegenüber, bei dem jeder immer zurückkehren kann und willkommen ist.
Jedes Jahr ruft die katholische Kirche am 24. Mai zum Weltgebetstag für China auf. Diesen besonderen Gebetstag hat Papst Benedikt XVI. bewusst auf den Tag der traditionellen Wallfahrt zur Sheshan-Basilika, dem größten Marienheiligtum in China nahe Shanghai, gelegt.

## Chinesische Begriffe für Gott und das Christentum

### Begriffe für Gott
Die Begriffe, die für Gott im Chinesischen verwendet werden, sind selbst innerhalb des Christentums unterschiedlich. Als die ersten Missionare während der Tang-Dynastie in China ankamen, sprachen sie von ihrer Religion als Jǐng jiào (景教, wörtlich: „helle Lehre“). Einige andere sprachen von Shangdi (上帝, wörtlich: „der Herrscher von oben“), da dies eher in der chinesischen Sprache verwurzelt war. Schließlich entschied sich jedoch die katholische Kirche dazu, den konfuzianischen Begriff Tianzhu (天主, wörtlich: „Herr des Himmels“) zumindest in offiziellen Gottesdiensten und Texten zu verwenden.
Als die Protestanten schließlich im 19. Jahrhundert nach China kamen, bevorzugten sie Shangdi gegenüber Tianzhu. Viele Protestanten benutzen auch den Titel Shen (神), der im Allgemeinen „Gott“ oder „Geist“ bedeutet. Die verschiedenen Begriffe spiegeln nicht nur ein Sprachproblem, sondern eine sogenannte Term Question (deutsch: Frage der Begrifflichkeit) wider, die auch schon früher in anderen Sprachübersetzungen vorhanden war.

### Begriffe für Christen, Katholiken und Protestanten
Die inzwischen geläufige hochchinesische Übersetzung von „Christ“, die von nahezu allen Christen verwendet wird, ist Jidu (基督). Katholische Priester werden als shen fu (神父, wörtlich: „geistlicher Vater“) bezeichnet.
Die moderne chinesische Sprache unterteilt die Christen im Allgemeinen in zwei Gruppen: Die Anhänger des Katholizismus, Tianzhu jiao (天主教), und die Anhänger des Jidu jiao (基督教) – wörtlich „Christentumes“ – oder Jidu Xinjiao (基督新教), „Neu-Christentum“-Protestantismus. Chinesen sehen Katholizismus und Protestantismus als unterschiedliche Religionen, auch wenn diese Unterscheidung in der westlichen Welt nicht vorgenommen wird. In der westlichen Welt fasst der Begriff „Christentum“ alle Konfessionen zusammen, im Chinesischen hingegen gibt es keinen Begriff, der dies ermöglicht. In der heutigen katholischen Literatur wird der Begriff Jidu zongjiao (基督宗教) für christliche Sekten benutzt. Der Begriff bedeutet wörtlich „Religion Christi“. Die orthodoxen Ostkirchen werden Dongzheng jiao (東正教) genannt, welches die wörtliche Übersetzung von „östliche orthodoxe Religion“ ins Chinesische ist.